# Centrodraco acanthopoma
Centrodraco acanthopoma är en fiskart som först beskrevs av Regan, 1904.  Centrodraco acanthopoma ingår i släktet Centrodraco och familjen Draconettidae. Inga underarter finns listade i Catalogue of Life.